# Baszir Ahmad Rahmati
Baszir Ahmad Rahmati (ur. 5 czerwca 1985) – afgański zapaśnik walczący w stylu wolnym. Olimpijczyk z Aten 2004, gdzie zajął dwudzieste drugie miejsce kategorii 55 kg.
- Turniej w Atenach 2004

Przegrał z Dilshodem Mansurovem z Uzbekistanu i Mawletem Batirowem z Rosji.